# Cnaeus Servilius Caepio (Kr. e. 141)
Cnaeus Servilius Caepio (Kr. e. 2. század) ókori római politikus és hadvezér, az előkelő patricius Servilia genshez tartozó tagja volt. A hasonló nevű Cnaeus Servilius Caepio, Kr. e. 169 egyik consulja volt az apja.
Kr. e. 141-ben consul volt, hivatali évében Rómában maradt, Kr. e. 139-ben pedig tanúskodott hajdani kollégája, a numantiai háborúban békét vásárló Quintus Pompeius ellen. Kr. e. 125-ben censori hivatalt viselt Lucius Cassius Longinus Ravilla társaként. Utóbbi hivatala idején gondoskodott az egyik, Rómát vízzel ellátó vízvezeték, az Aqua Tepula felépítéséről. Cicero szerint jó szónok, illetve tekintélyes és befolyásos politikus volt.
Két fivére, Quintus és a Quintus Fabius Maximus által örökbe fogadott Quintus Fabius Maximus Servilianus egyaránt betöltötte a consuli hivatalt: előbbi Kr. e. 140-ben, utóbbi Kr. e. 142-ben.